# Noc v ráji
Noc v ráji (v originále A Night in Heaven) je americký romantický film z roku 1983. Natočil jej oscarový režisér John G. Avildsen. V hlavních rolích se objevili Lesley Ann Warren, Christopher Atkins, Robert Logan, Andy Garcia a další. Hudbu k snímku složil český rodák Jan Hammer ml. Kritikou byl film převážně strhán.

## Děj
Výřečný a příliš sebevědomý Rick Monroe je sportovec a oblíbený kluk na vysoké škole v Titusville na Floridě. Na konci svého závěrečného referátu v hodině řečnických dovedností pronese Rick vtip, ale jeho profesorka řeči Faye Hanlonová se nebaví. Poté, co ho za jeho vtip pokárá, rozhodne se ho nechat propadnout a přimět ho tak, aby si předmět zopakoval.
Faye prožívá krizi v manželství se Whitney Hanlonem, raketovým vědcem, který byl právě propuštěn. Fayeina sestra Patsy, volnomyšlenkářka z Chicaga, ji navštíví a vezme ji do striptýzového klubu, aby ji rozveselila. V show vystupuje umělec zvaný "Ricky the Rocket", což není nikdo jiný než Fayin student Rick. Když si v davu všimne Faye, věnuje jí speciální tanec na klíně a přitom ji políbí.
Druhý den na sebe Faye a Rick narazí na školní akci. Zpočátku má Rick zájem pouze přesvědčit Faye, aby mu dala další šanci u maturity, ale je odmítnut. Uvědomí si, že ho přitahuje a začne s ní flirtovat. Faye si domluví schůzku s Patsy poblíž jejího hotelu, aby zjistila, že byla podvedena a má navštívit další vystoupení "Rickyho the Rocket".
Protože se Patsy musí vrátit domů den dříve, předá užívání svého hotelového pokoje Faye. Ta zavolá Whitneymu, že zůstává s Patsy zůstává v jejím hotelu. Shodou okolností Rickova matka pracuje ve stejném hotelu a když Rick navštíví svou matku, znovu se setká s Faye. Vrátí se do Fayina pokoje, kde se pomilují. Faye musí odejít a v její nepřítomnosti Rick pozve svou přítelkyni Slick do pokoje, kde se s ní také vyspí. Faye je chytí ve sprše a poníženě prchá; uvědomuje si, že byla podvedena.
Whitney, která se vrací domů z neúspěšného pracovního pohovoru, zjistí, že Patsy odjela domů. Vydá se do hotelu, kde zastihne Ricka, když odchází. S pistolí v ruce Ricka unese na skif v malém doku a donutí ho, aby se svlékl. Rick pláče, ale nakonec poslechne. Whitney Rickovi opakovaně vyhrožuje, ale nakonec pouze prostřelí skif a nechá nahého Ricka na palubě, který se potopí.
Faye se vrací domů a zjistí, že na ni čeká Whitney. Omluví se mu a on jí odpustí. Na konci si dvojice promluví o svých problémech a vyřeší je.